# Lentikuláris galaxis

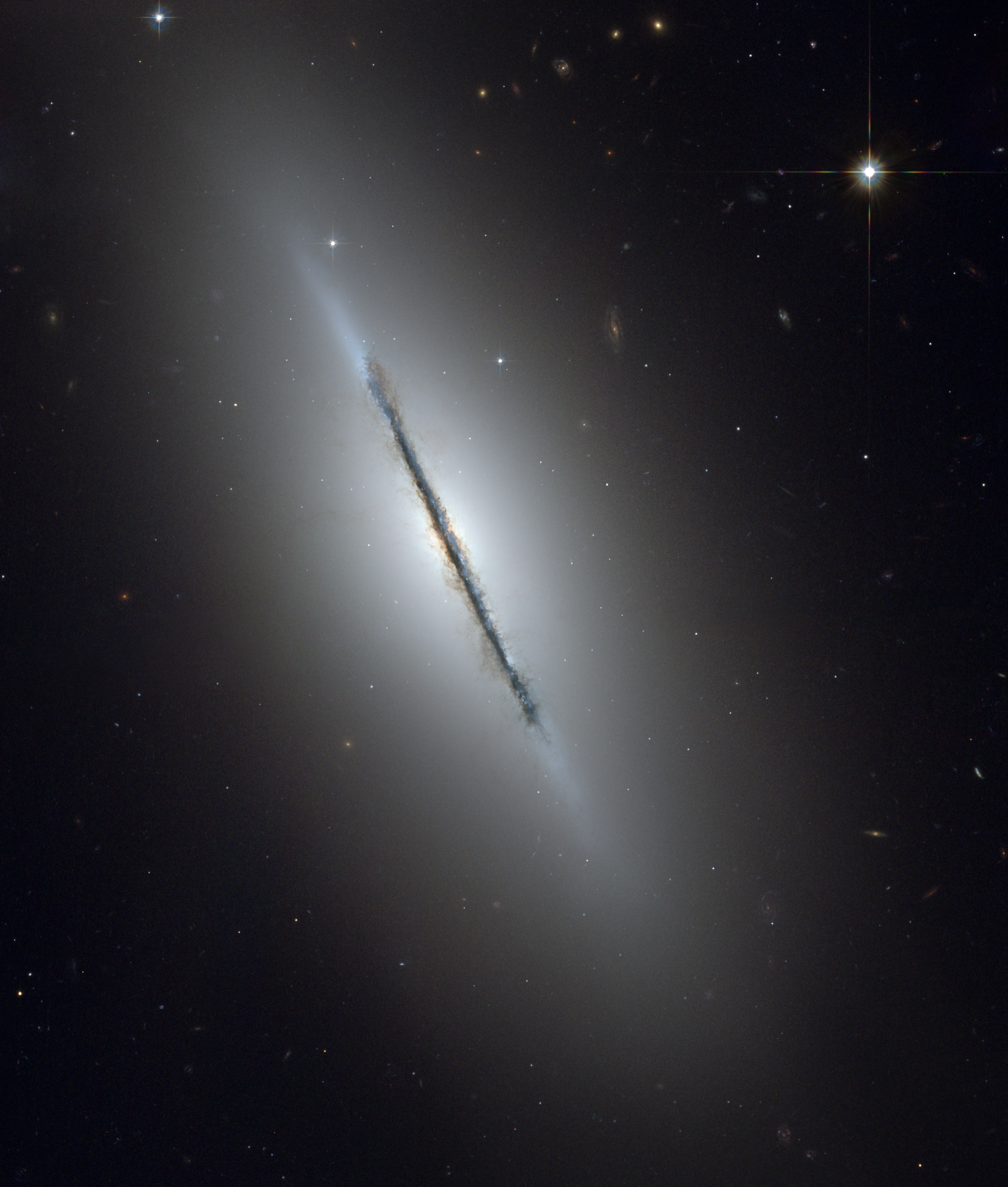
Az NGC 5866 éléről látszó lentikuláris galaxis. Közepén vastag porsáv húzódik végig.

A lentikuláris galaxis (vagy lencsegalaxis) galaxis, mely szerkezetét tekintve átmenetet képez a spirálgalaxisok és az elliptikus galaxisok között. Korongjában nincsenek spirálkarok, magja szokatlanul nagy méretű. Általában kevesebb csillagközi anyagot tartalmaz, mint a spirálgalaxisok, csillagtartalma az elliptikus galaxisokhoz áll közelebb, napjainkban már nem zajlik benne csillagkeletkezés.